# Rozrazil
Rozrazil (Veronica) je široký rod rostlin rozmanitého zevnějšku i nároku na stanoviště.
Rod Pseudolysimachion, který vznikl rozdělením rodu Veronica, je také mnohdy nazýván jménem rozrazil, přestože se navrhuje nové české pojmenování čestec nebo úložník.

## Zařazení
Donedávna byl rod rozrazil řazen do čeledě krtičníkovitých. S nástupem taxonomického systému APG III, založeném na fylogenetice, byl zjištěn shodný klad pro rozrazil i jitrocel, rozrazil byl tudíž přeřazen do čeledě jitrocelovitých. Současně byla shledána blízká příbuznost rozrazilu s dalšími rody, např. Hebe, Parahebe, Synthyris atd., které se asi stanou součásti rodu rozrazil.

## Rozšíření
Jsou to rostliny rozšířené převážně v Holarktidě, kde v mnoha druzích rostou v mírném a subtropickém podnebném pásu a v hornatých oblastech tropů. Mimo to se určité druhy vyskytují i na jižní polokouli v Austrálii. Jejich požadavky na biotop jsou velice pestré, jedny jsou hydrofyty, jiné helofyty a další zase mesofyty.
Některé druhy jsou klasifikovány jako rostliny suchomilné, luční nebo skalnatých stepí, jiné jako polní plevele, rostliny světlých lesů nebo vodní a mokřadní trvalky. V České republice roste 31 druhů.

## Popis
Jsou to jednoleté i vytrvalé byliny s jednoduchými nebo větvenými lodyhami. Jejich vzrůst je od plazivých přes poléhavé až po vzpřímené i keřovité, mnohé mají kořenující lodyhy. Lodyhy i listy jsou často chlupaté a žláznatě chlupaté, vzácněji lysé
Malé až střední přisedlé nebo řapíkaté listy bez palistů jsou převážně vstřícné, méně již střídavé nebo přeslenovité. Mívají zřídka bazální koncentraci, častěji jsou po lodyze pravidelně rozložené. Listové čepele jsou celistvé lineárního, eliptického, vejčitého nebo trojúhelníkového tvaru speřeně žilkované, vzácně jsou prstovitě 5 až 7dílné nebo peřenodílné. Okraje mají hladké, vroubkované nebo pilovité.
Květy jsou pouze oboupohlavní. Bývají čtyřčetné až pětičetné, barvu mají nejčastěji modrou, řidčeji fialovou, růžovou, bílou nebo vzácně žlutou. Vytvářejí vrcholová nebo úžlabní květenství, nejčastěji hrozen, klasy a hlávka, nebo vyrůstají samostatně. Jsou poměrně malé, přisedlé nebo na kratičkých stopkách bez listenců.
Kalich bývá složen z hluboce rozeklaných srostlých nebo volných šupinovitě či miskovitě uspořádaných plátků tvaru eliptického nebo obvejčitého. Plátky nebývají stejně veliké, horní je většinou menší. Kalich je výrazně delší než korunní trubka. Koruna vyrůstající v přeslenu je kolovitá neb vzácněji zvonkovitá, korunní trubka z uvnitř chlupatých eliptických nebo obvejčitých plátků nestejně velkých je velmi krátká. Horní plátek bývá někdy nejširší (je srostlý ze dvou) a spodní nejužší. Tyčinky jsou dvě s dlouhými čárkovitými nebo kopinatými nitkami srostlými do poloviny s korunní trubkou, patyčinky chybí. Introrzní prašníky jsou barvy modré nebo fialové. Synkarpické gyneceum je tvořeno dvěma plodolisty. Jednoduchá vytrvalá čnělka, je patrna i na plodu, nese jednu polokulovitou bliznu. Svrchní semeník je dvoupouzdrý, placentace je nákoutní.
Plodem je dvoupouzdrá lysá nebo pýřitá většinou bočně stlačená tobolka otvírající se dvěma nebo čtyřmi chlopněmi. Semena jsou malá a obvykle početná, až 50 v tobolce, vejčitá i okrouhlá, plochá nebo mušlovitého či pohárkovitého tvaru, hladká nebo jemně svraskaná, mají mastný endosperm.

## Význam
V dřívějších dobách byly některé druhy rozrazilu, např. rozrazil lékařský, jedny z nejběžnějších léčivých rostlin. Používala se hlavně sušená nať sklízená za plného květu rostliny, z které se připravovaly čaje při nachlazení, problémech s průduškami i při zánětech močového ústrojí a na snižování cholesterolu.
Středověké herbáře přisuzují rozrazilu dalekosáhlé účinky. Pozdější zkušenosti neodpovídají této tradici, ačkoliv v některých zemích se rozrazil stále objevuje v mnohých čajových směsích. Chemicky a farmakologicky je poměrně málo prozkoumaný.
Přírodní léčitelství uznává přibližně tuto hierarchii: za nejúčinnější je pokládán rozrazil potoční (Veronica beccabunga L.), potom rozrazil lékařský (Veronica officinalis L.), dále rozrazil klasnatý (Veronica spicata L.), rozrazil ožankovitý (Veronica teucrium L.) a rozrazil horský (Veronica montana L.). Ostatní druhy, zvláště hojně rozšířený rozrazil rezekvítek (Veronica chamaedrys L.), se používají jen výjimečně.
I když nežádoucí účinky ani kontraindikace nebyly dosud při užívání terapeutických dávek zaznamenány, neměla by být překročena denní dávka pět gramů sušené natě.

## Taxonomie
Rod rozrazil je velice rozsáhlý a právě prochází složitou rekonstrukcí. Podle je celosvětově známo 250 druhů, podle 270 druhů, a podle 450 druhů.
V České republice rostou tyto druhy:
- rozrazil bažinný (Veronica anagalloides) Guss.
- rozrazil břečťanolistý (Veronica hederifolia) L.
- rozrazil cizí (Veronica peregrina) L.
- rozrazil časný (Veronica praecox) All.
- rozrazil Dilleniův (Veronica dillenii) Crantz
- rozrazil douškolistý (Veronica serpyllifolia) L.
- rozrazil drchničkovitý (Veronica anagallis–aquatica) L.
- rozrazil horský (Veronica montana) L.
- rozrazil havířský (Veronica elongata) L.
- rozrazil chudobkovitý (Veronica bellidioides) L.
- rozrazil jarní (Veronica verna) L.
- rozrazil laločnatý (Veronica sublobata) M. A. Fischer
- rozrazil lékařský (Veronica officinalis) L.
- rozrazil lesklý (Veronica polita) Fr.
- rozrazil matný (Veronica opaca) Fr.
- rozrazil nitkovitý (Veronica filiformis) Sm.
- rozrazil nízký (Veronica pumila) All.
- rozrazil ožankovitý (Veronica teucrium) L.
- rozrazil perský (Veronica persica) Poiret
- rozrazil pobřežní (Veronica catenata) Pennell
- rozrazil polní (Veronica agrestis) L.
- rozrazil pomněnkolistý (Veronica acinifolia) L.
- rozrazil potoční (Veronica beccabunga) L.
- rozrazil rakouský (Veronica austriaca) L.
- rozrazil rezekvítek (Veronica chamaedrys) L.
- rozrazil rolní (Veronica arvensis) L.
- rozrazil rozprostřený (Veronica prostrata) L.
- rozrazil slanistý (Veronica scardica) Griseb.
- rozrazil štítkovitý (Veronica scutellata) L.
- rozrazil trojklaný (Veronica triphyllos) L.
- rozrazil trojlaločný (Veronica triloba) (Opiz) Wiesb.
- rozrazil vídeňský (Veronica vindobonensis) (M. A. Fisch.) M. A. Fisch.

## Ohrožení
Některé druhy rostoucí v ČR se vyskytují jen v malém množství a v úzce omezeném areálu, navíc se u některých početní stavy nezvyšují ale naopak klesají. Takové druhy je pochopitelně nutno chránit a stupeň této ochrany závisí na níže uvedeném zatřídění. Podle "Černého a červeného seznamu cévnatých rostlin ČR" jsou zařazeny mezi druhy:
- kriticky ohrožené (C1–CR) – rozrazil chudobkovitý a rozrazil matný,
- ohrožené – (C2–EN) – rozrazil bažinný, rozrazil polní, rozrazil rakouský a rozrazil trojlaločný,
- zranitelné – (C3–VU) – rozrazil časný, rozrazil pobřežní a rozrazil rozprostřený.[13]